# Rolf K. Hočevar
Rolf Konrad Hočevar (* 3. Dezember 1938) ist ein deutscher Politikwissenschaftler.

## Leben
Hočevar studierte Politische Wissenschaft, Geschichte, Philosophie und Neuere Sprachen an den Universitäten in Marburg, Freiburg im Breisgau und München. 1968 wurde er bei Hans Maier an der Philosophischen Fakultät der Ludwig-Maximilians-Universität München mit der Dissertation Stände und Repräsentation beim jungen Hegel. Ein Beitrag zu seiner Staats- und Gesellschaftslehre sowie zur Theorie der Repräsentation zum Dr. phil. promoviert.
Anfang der 1970er Jahre war er Dozent für Politische Wissenschaft und Wissenschaftlicher Rat bei der Wissenschaftlichen Gruppe an der Heeresoffizierschule III in München. Außerdem war er von 1968 bis 1980 als Lehrbeauftragter an der Universität München tätig. 1974/75 war er Wissenschaftlicher Oberrat an der Hochschule der Bundeswehr München und von 1975 bis 1981 Dozent für Sozialwissenschaften am Staatsinstitut für die Ausbildung von Fachlehrern in München-Pasing. Danach wurde er Studiendirektor (im Hochschuldienst) am Institut für Soziologie/Sozialkunde der Universität Augsburg tätig.
1970 wurde er Mitglied der Internationalen Hegel-Vereinigung.

## Schriften (Auswahl)
- Stände und Repräsentation beim jungen Hegel. Ein Beitrag zu seiner Staats- und Gesellschaftslehre sowie zur Theorie der Repräsentation (= Münchener Studien zur Politik. Bd. 8). Beck, München 1968.
- mit Hans Maier, Paul-Ludwig Weinacht (Hrsg.): Politiker des 20. Jahrhunderts (= Beck'sche Sonderausgaben). Beck, München 1970/71.

- Band 1: Die Epoche der Weltkriege. 1970, ISBN 3-406-02544-7.
- Band 2: Die geteilte Welt. 1971, ISBN 3-406-02545-5.

- mit Klaus Köhle: Die politischen Parteien in der BRD (= Politik und Geschichte im Unterricht. Bd. 1). Don-Bosco-Verlag, München 1971, ISBN 3-7698-0149-0.
- Hegel und der preussische Staat. Ein Kommentar zur Rechtsphilosophie von 1821 (= Das wissenschaftliche Taschenbuch. Ge 17). Mit einem Geleitwort von Hans Maier, Goldmann, München 1973, ISBN 3-442-80017-X.
- Bildungsziele der Bayerischen Verfassung. Fragen ihrer Entstehung und Aktualisierung. Ein Beitrag zur Interpretation des Art. 131 der Bayerischen Verfassung (= Carl-Link-Fachschriftensammlung). Link, Kronach u. a. 1980, ISBN 3-556-01000-3.